# Kimiyoshi Yamashiki
Kimiyoshi Yamashiki –en japonés, 山舗 公義, Yamashiki Kimiyoshi– (7 de marzo de 1924 – 14 de septiembre de 1999) fue un deportista japonés que compitió en judo. Ganó una medalla de bronce en el Campeonato Mundial de Judo de 1958 en la categoría abierta.

## Palmarés internacional
| Campeonato Mundial | Campeonato Mundial | Campeonato Mundial | Campeonato Mundial |
| Año                | Lugar              | Medalla            | Categoría          |
| ------------------ | ------------------ | ------------------ | ------------------ |
| 1958               | Tokio (Japón)      | Medalla de bronce  | Abierta            |